# Santa Loucura
Santa Loucura é o nono álbum de estúdio da banda portuguesa de rock UHF. Editado em maio de 1993 pela BMG.[carece de fontes?]
Marca o retorno da banda ao rock convencional, depois da experimentação pop rock em Comédia Humana (1991). É um álbum eclético e maturado de que resultou uma panóplia de canções e vários sucessos. Além do formato disco compacto, foi editado em duplo vinil (2LP) com tiragem limitada, contendo o tema extra "Dois Numa Vida".[carece de fontes?] A banda sofreu nova alteração com as saídas do guitarrista Toninho e do baterista Luís Espírito Santo, entrando, respetivamente, Rui Dias e Fernando Pinho. O baixista Fernando Delaere regressou aos UHF para substituir Nuno Espírito Santo.
O tema de apresentação foi o single "Um Copo Contigo", uma canção que celebra a confraternização entre amigos. Seguiu-se o maxi single "Menina Estás à Janela",[carece de fontes?] o maior sucesso do álbum, e é a primeira versão dos UHF de canções de outros artistas. Trata-se de uma tema popular recriada próximo do estilo punk rock, e que se tornou obrigatória nos concertos ao vivo. "Sarajevo (verão 92)"  foi o terceiro single e outro sucesso que varreu o país. O tema retrata a barbaridade da guerra que renasceu na Europa em 1992, consequência da luta pela independência das repúblicas que formavam a Federação da Jugoslávia.
Santa Loucura foi um álbum bem recebido pelo público mas com fraco volume de vendas, devido à má gestão promocional da editora. Além de alterarem o logotipo da banda, a foto da capa do disco apresentou os músicos em negativo fotográfico, anulando os rostos. Além disso, o vídeo de promoção televisiva do tema "Menina Estás à Janela" fora atribuído à compilação de vários artistas "Número 1",[carece de fontes?] que alcançou o primeiro lugar do top de vendas e aí se manteve por várias semanas, em vez de promoverem o próprio álbum dos UHF. As vendas de Santa Loucura não reflectiam os numerosos concertos realizados durante o ano de 1993, e a banda ficou em polvorosa com os responsáveis da multinacional BMG. O álbum atingiu apenas o galardão de prata.
Em 1994, saiu para o mercado o quarto e último single, intitulado "Um Tiro na Solidão", que presenteou os fãs com o inédito "Um Homem na Meia-Noite" no lado B. Destaque para a enigmática balada "Suave Dança do Vento", que nos transporta para um estado de profunda reflexão espiritual. O tema foi composto no refúgio da madrugada numa breve estadia no Algarve, no decorrer de uma digressão.

## Lista de faixas
O disco compacto é composto por vinte faixas em versão padrão, e o duplo vinil contêm o tema extra "Dois Numa Vida". António Manuel Ribeiro partilha a composição de alguns temas com os restantes membros da banda.[carece de fontes?]
| Santa |                               |                                                                               |         |  |
| N.º   | Título                        | Compositor(es)                                                                | Duração |  |
| 1.    | "Um Tiro na Solidão"          | António M. Ribeiro                                                            | 3:14    |  |
| 2.    | "Um Copo Contigo"             | António M. Ribeiro                                                            | 3:12    |  |
| 3.    | "Santa Loucura"               | António M. Ribeiro / Rui Dias / Renato Jr / Fernando Delaere / Fernando Pinho | 3:34    |  |
| 4.    | "Foi no Porto"                | António M. Ribeiro / Rui Dias                                                 | 3:10    |  |
| 5.    | "Sarajevo (verão 92)"         | António M. Ribeiro                                                            | 4:20    |  |
| 6.    | "Menina Estás à Janela"       | Popular                                                                       | 2:50    |  |
| 7.    | "Esta Dança Não Me Interessa" | António M. Ribeiro / Fernando Delaere                                         | 3:58    |  |
| 8.    | "Tão Quente"                  | António M. Ribeiro                                                            | 3:43    |  |
| 9.    | "Lisboa Hotel"                | António M. Ribeiro                                                            | 4:24    |  |
| 10.   | "O Que Resta de Mim"          | António M. Ribeiro                                                            | 4:12    |  |
| 11.   | "Aqui Planeta Terra"          | António M. Ribeiro / Fernando Delaere                                         | 3:51    |  |

| Um Duelo       |                            |                                           |         |  |
| N.º            | Título                     | Compositor(es)                            | Duração |  |
| 12.            | "Suave Dança do Vento"     | António M. Ribeiro / Renato Jr            | 5:33    |  |
| 13.            | "Índio (eu e tu aqui)"     | António M. Ribeiro / Rui Dias / Renato Jr | 3:42    |  |
| 14.            | "Não me Deixes Ficar Aqui" | António M. Ribeiro / Renato Jr            | 3:48    |  |
| 15.            | "Esperar Aqui Por Ti"      | António M. Ribeiro                        | 2:30    |  |
| 16.            | "Sarajevo (verão 92-II)"   | António M. Ribeiro                        | 3:38    |  |
| 17.            | "Estes Momentos"           | António M. Ribeiro / Fernando Delaere     | 4:52    |  |
| 18.            | "Duelo ao Espelho"         | António M. Ribeiro                        | 4:01    |  |
| 19.            | "Só Um Convite"            | António M. Ribeiro / Renato Jr            | 3:35    |  |
| 20.            | "No Banco de Trás"         | António M. Ribeiro                        | 3:02    |  |
| Duração total: | Duração total:             | Duração total:                            | 71:09   |  |

## Créditos
Lista-se abaixo os profissionais envolvidos na elaboração de Santa Loucura, de acordo com o encarte do disco compacto.[carece de fontes?]
| Músicos - António Manuel Ribeiro (vocal e guitarra) - Rui Dias (guitarra) - Fernando Delaere (baixo) - Renato Júnior (teclas) - Fernando Pinho (bateria) | Produção - António Manuel Ribeiro e Grupo dos Seis: produção - José Manuel Fortes: misturas e gravação - João Magalhães: técnico de som - Kenton Thatcher: fotografia |